# La Lomba (Hermandad de Campoo de Suso)
La Lomba es una localidad del municipio de la Hermandad de Campoo de Suso (Cantabria) de 37 habitantes en 2024. Está a 1050 m s. n. m., en la vertiente norte de la Sierra de Híjar, y dista 5 kilómetros de la capital municipal. En su término se encuentra el lote de caza mayor de la reserva del Saja llamado Lote Abiada y La Lomba, compartido con el término de Abiada, así como el Lote Milagro y el Lote Tornero, de caza mayor, perteneciente a la Reserva Nacional de Saja.

## Paisaje y naturaleza
Al oeste y sur de La Lomba de extiende el hayedo del Monte del Cabezo, que forma una mancha continua hasta las inmediaciones de Brañavieja. Por el lado meridional del citado monte discurre la cuenca del ato Híjar entre profundos bosques de haya y abedul que son aún el hábitat de especies en peligro de extinción como el oso pardo.

## Etimología
Lomba es una palabra usada en el norte de España, especialmente en León, Asturias y Cantabria, con un significado idéntico al de "loma". El significado (altura pequeña y prolongada)y origen etimológico de ambas voces (de "lomo", y este del latín lumbus) están recogidos en el Diccionario de la Real Academia Española. Las palabras lomba y llomba, así como los plurales lombas, lombía, lomía, lombiegu y lombiza son voces que aparecen en diversos puntos de Cantabria con el significado de "loma".

## Historia
No hay datos concluyentes sobre los primeros pobladores de la localidad, aunque parece que esta zona ya estaba poblada por sociedades pastoriles hacia el 4000 cal. B.C., como demuestra el conjunto megalítico de Los Lagos
Tras la derrota de los clanes campurrianos en Aracillum y la posterior romanización, los habitantes de estas tierras hubieron de refugiarse de la acometida musulmana tras el Escudo de Cabuérniga. Hacia el año 824, bajo el reinado de Alfonso II en Oviedo, el conde Nuño Núñez repuebla los valles de Campoo con colonos en régimen de behetría. A principios del siglo XIV los vecinos de La Lomba estaban sujetos por realengo a Alfonso XI el Justiciero, rey de Castilla y León hasta que éste cedió el señorío a su hijo Tello de Castilla, Infante de Castilla, Señor de Aguilar de Campoo, Señor de Vizcaya y Señor de Castañeda, Berlanga y Monteagudo. En 1475, La Lomba, Abiada, y otras poblaciones vecinas pasan a ser parte del Marquesado de Argüeso, tras la concesión del título de Marqués de Santillana y Argüeso a Diego Hurtado de Mendoza, hijo del marqués de Santillana y Leonor de la Vega, viuda de Tello de Castilla, su primer esposo.
Durante la Guerra Civil, la inmediata Sierra de Híjar establecía el frente (sector Alpino), conservándose de éste algunas casamatas y abrigos en Cuesta Labra, Peña Rubia, Sestil y Sel de la Fuente. Se conserva además el "Camino de la Guerra", que abastecía a las posiciones desde las localidades de Mazandrero, Entrambasaguas y La Lomba. El 16 de agosto de 1937 las Brigadas de Navarra 1.ª y 4.ª rompen el frente republicano por los portillos de Sel de la Fuente, Somahoz y Suano, provocando una bolsa de 6.000 con la consiguiente desbandada, en la que los milicianos quemaron alguna casa y corrales de La Lomba.
La economía de los vecinos de La Lomba ha sido hasta épocas recientes de autoabastecimiento. En las vegas se cultivaban patatas y cereales, y las tierras más fértiles se reservaban para los huertos. La ganadería vacuna y caballar ha sido y sigue siendo el principal recurso económico. Habiendo desaparecido en los últimos años casi por completo el ganado de leche, ha cobrado importancia el de carne, más resistente al clima y capaz de aprovechar los pastos alpinos sin necesidad de estar estabulado en los meses de primavera y verano.

## Lugares de interés

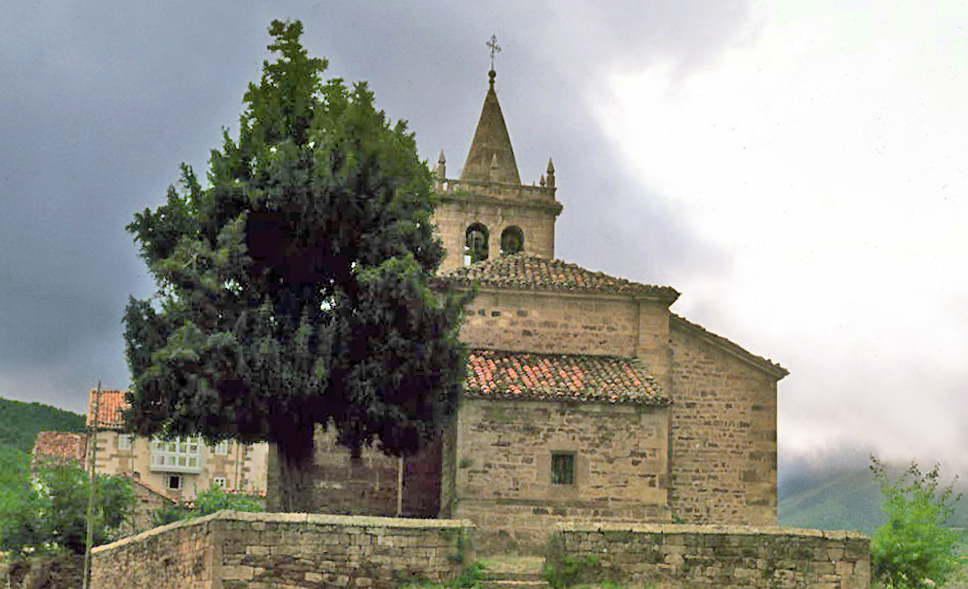
Iglesia de La Lomba

De su patrimonio arquitectónico destaca la iglesia de Santo Tomás apóstol. Su sacristía fue levantada por Juan de Orejo en 1614. La espadaña fue construida en 1678 por Juan Pérez, cantero y vecino de Villar. Las imágenes del Santísimo Cristo y Santo Tomás fueron hechas por el vecino de Entrambasaguas Juan Antonio del Castillo en 1711.
En 1812, el guerrillero Ubaldo de Bustamante Cossio robó el valioso viril de la parroquia que había sido traído poco tiempo atrás desde México, para financiar la guerra contra el ejército francés.
En la esquina E S el atrio de la iglesia de esta localidad hay un árbol catalogado como singular: el Tejo de La Lomba, que alcanza los 12 metros de altura, con una circunferencia en su base de 6 metros.

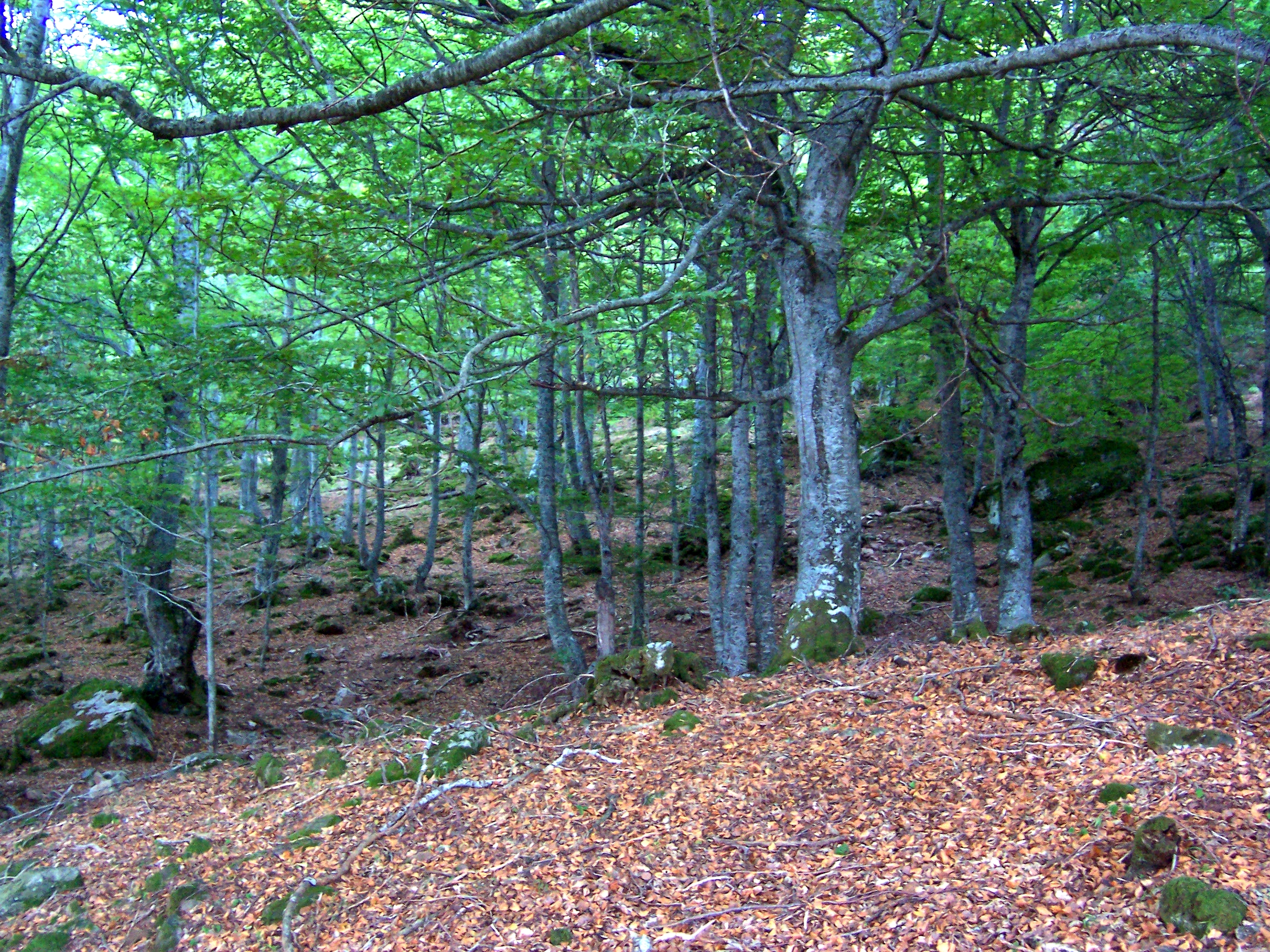
Hayedo del Umbrañal (La Lomba).

En cuanto a la arquitectura civil, se encuentran algunos buenos ejemplos de casonas campurrianas, con fachada principal al E o al S, sillería combinada con mampuesto encalado, "tercero" o sobrado, huerta, pajar y diversas dependencias (colgadizos para leña, graneros, etcétera) como la situada en la plaza de la Capellanía (en ruina incipiente y progresiva), o la de los Seco, por debajo de la iglesia.
Tomando el camino que sale de la Pontaneja sobre el arroyo del Umbrañal, en dirección S y tras superar una fuerte pendiente, se accede al lugar conocido por La Llosa Redonda, un excelente mirador con buenas vistas del valle de Campoo y la Sierra de Híjar. La braña en cuestión dispone de buenos pastos y es lugar de descanso del ganado. Entre sus brezales crece el arándano (que aquí se llama ráspano) el orégano y el "té de monte". Desde La Llosa puede el excursionista adentrarse en el hayedo del Umbrañal, con magníficos ejemplares de Fagus silvatica. Es interesante el edificio escuela de 1907 y en especial la verja que lo rodea, con excelente trabajo de rejería.

## Arte y artesanía

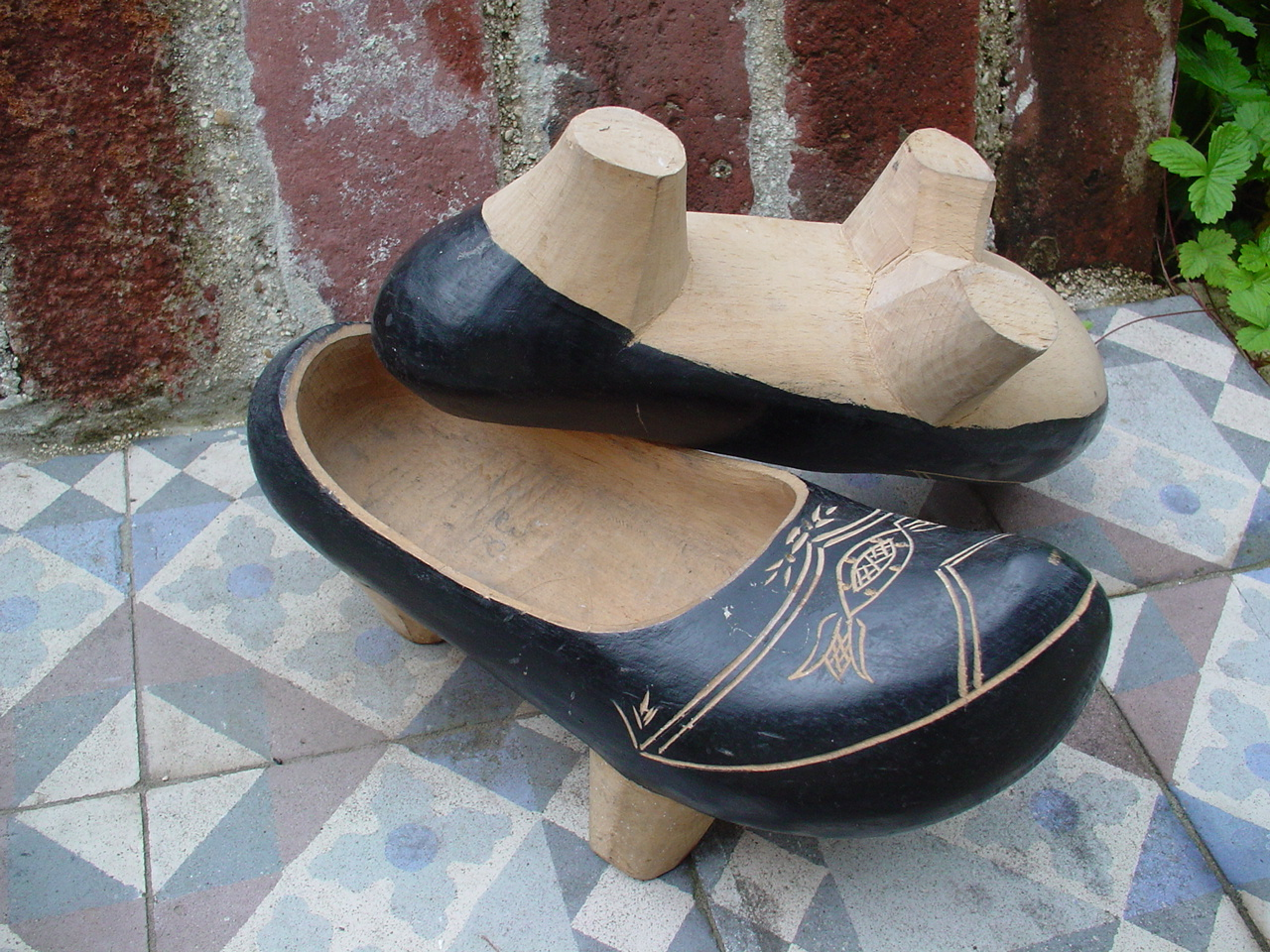
rightAlbarcas cántabras coloreadas de negro, usadas para el luto y por los sacerdotes.

La Lomba ha sido cuna de artesanos y artistas, de avezados canteros y habilidosos ebanistas, saberes y habilidades que se han transmitido de padres a hijos. Cabe mencionar a Gerardo Ortega, reputado albarquero y su hijo Lalo, autor de tallas admiradas en toda la región. En La Lomba vivió y pasó sus últimos días el inolvidable José López (Joseón), intérprete y compositor de bellísimas "campurrianas", y en La Lomba vive su hijo Francisco "Cote" López Álvarez, cantante de soberbias "asturianas" y "campurrianas" que ha alcanzado la fama tras triunfar en prestigiosos certámenes, como el del "Día de Campoo", "Pozu Jondu", "Festival de la Canción Popular de Cantabria", "Ciudad de Oviedo" o el del "Conceju de Amieva".

## Miscelánea
La Lomba se extiende sobre una loma alargada  de E a O desde Entrambasaguas hasta el monte de El Umbrañal, y apoyada en la falda N del Monte Cabezo, donde vive un extenso hayedo que llega hasta los invernales de El Henar. Junto a las hayas abundan también el roble melojo, el abedul y el acebo, además de avellanos, arándanos, fresas silvestres, grosellas, y dedaleras.
En sus montes ha sido frecuente la presencia del lobo y el oso, aunque hace ya tiempo que desapareció este último, y cada vez son más raras las citas del cánido. Abunda el venado y el jabalí, ambos en franca progresión; es frecuente la presencia del buitre leonado y del águila ratonera, y más rara la del águila real,
La Lomba es la última población antes de llegar a Brañavieja, donde se encuentra la estación de esquí Alto Campoo, a la que se llega a través del puerto de montaña llamado Collado del Henar (1439 m).
La Lomba puede ser punto de partida para el ascenso a diversas cumbres y collados que se encuentran en esa zona de Alto Campoo y cuyo ascenso comienza en la estación:
- Collado de la Fuente del Chivo (1992 m), punto en el que se acaba la carretera de acceso a la estación de esquí.
- Mirador de la Fuente del Chivo, situado al final de la carretera, desde donde se tiene una vista panorámica sobre Polaciones, Peña Sagra, Liébana, los Picos de Europa y Peña Labra.
- Cotomañinos (2144 m), cumbre en la sierra de Híjar (Cordillera Cantábrica)
- Cuchillón (2174 m), punto culminante de la sierra de Híjar (Cordillera Cantábrica), desde la que se goza de vistas sobre Palencia.
- Pico Tresmares (2171 m). Aquí tiene su nacimiento el río Híjar, afluente del Ebro y que en realidad constituye su verdadero nacimiento .
- Cueto de la Horcada o La Tabla (2111 m), cumbre en la sierra del Cordel.
- Cueto Iján (2085 m), cumbre en la sierra del Cordel, sobre los puertos de Sejos.
- Pico Cordel (2061 m), cumbre de la sierra del Cordel, que además de por Alto Campoo se puede subir desde los puertos de Sejos.